# Catoptria nana
Catoptria nana là một loài bướm đêm trong họ Crambidae.